# Ruizodendron
Ruizodendron is een geslacht uit de familie Annonaceae. Het geslacht telt een soort die voorkomt van westelijk Zuid-Amerika tot in Brazilië.

## Soorten
- Ruizodendron ovale (Ruiz & Pav.) R.E.Fr.